# Petting

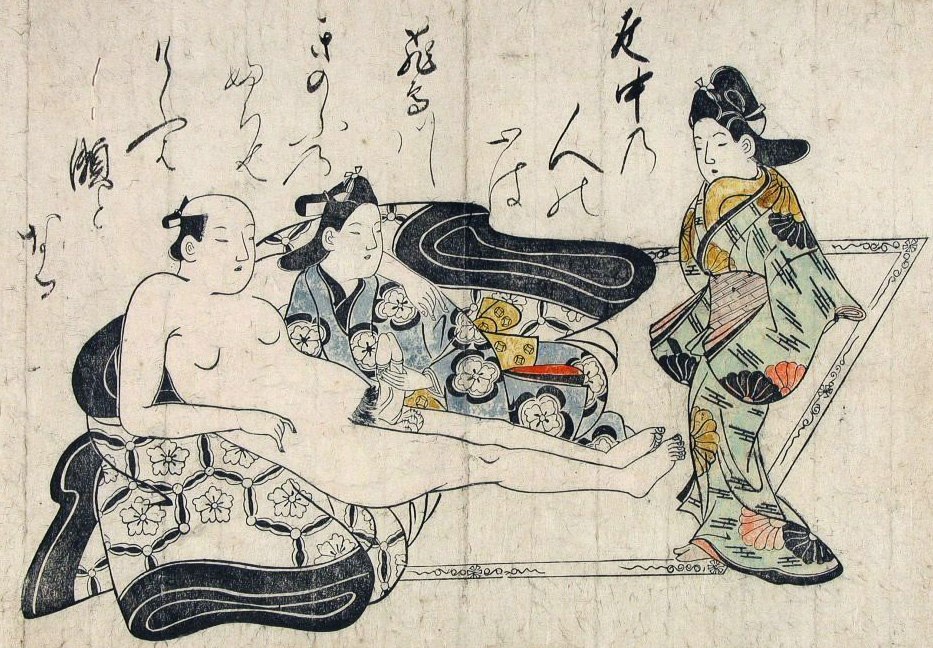
Un uomo si fa masturbare da una sua compagna, disegno pornografico giapponese.

Petting è un termine che indica un insieme di pratiche ed effusioni ("coccole") di natura sessuale, come baci appassionati (necking) e carezze erotiche, ma che non includono la penetrazione, in quanto esso comporta l'astinenza dal rapporto sessuale; può essere da alcuni inteso come metodo di contraccezione, ma in realtà esso non ha nulla a che vedere con la contraccezione vera e propria, giacché la fecondazione ne è esclusa a priori per definizione. In molte situazioni comuni, il petting ha come obiettivo principale la conservazione della verginità.
In alcuni casi, con l'espressione heavy petting ("petting pesante" o "spinto") si intende riferirsi alle pratiche di petting con contenuto erotico particolarmente forte; possono rientrare fra le pratiche di heavy petting la masturbazione reciproca e il sesso orale.

## Descrizione
Sebbene in linea di principio si possano definire petting anche le effusioni preliminari a un rapporto sessuale, il termine è più frequentemente utilizzato per descrivere un tipo di relazione erotica che include svariati atti sessuali con esclusione della penetrazione vera e propria.
Il verbo inglese to pet, da cui petting, indica, all'origine, il gesto con cui un essere umano "coccola" un cane o un gatto (pets, animali domestici), per esempio accarezzandone il pelo. Per estensione, il verbo si applica anche al reciproco accarezzarsi e abbracciarsi fra esseri umani, non necessariamente in modo sensuale.

## Religione
Molte religioni condannano alcune di queste pratiche se sono compiute fra persone non sposate: la Chiesa cattolica, nel documento Orientamenti educativi sull'amore umano, afferma che:
La Chiesa Cattolica ha sempre affermato, tuttavia, che è comunque necessario valutare attentamente ogni singolo caso. Per questo, soprattutto fino agli anni '70, in ambito cattolico c'è stata un'ampia fioritura di trattati di teologia morale pratica per fornire indicazioni pratiche ai fedeli. Per esempio si afferma:
La gravità del peccato dipende: 1) Dall'intenzione dell'agente, cioè, possono costituire peccato grave o leggero, o non sono affatto peccati, secondo che provengono da intenzione libidinosa, da leggerezza, da curiosità, o da giusta causa [...]»
Più recentemente, e più sinteticamente, durante la Giornata mondiale della gioventù del 1997 a Parigi, Papa Giovanni Paolo II a una domanda postagli da un ragazzo su «Cosa è giusto e cosa è sbagliato nel fidanzamento?» diede il seguente criterio pratico:
Altri teologi invece le considerano più positivamente, ad esempio Karl Rahner in Sacramentum mundi afferma: